# Premiul Saturn pentru cel mai bun film de animație
Premiul Saturn pentru cel mai bun film de animație este acordat de Academy of Science Fiction, Fantasy and Horror Films.

## Câștigători și nominmalizări

### Primii ani
| An          | Film                 |
| ----------- | -------------------- |
| 1978 (6th)  | Watership Down       |
| 1982 (10th) | The Secret of NIMH   |
| 1982 (10th) | Phoenix 2772         |
| 1982 (10th) | The Last Unicorn     |
| 1982 (10th) | Les Maîtres du temps |
| 1982 (10th) | Tron                 |

### Anii 2000
| An          | Film                                           |
| ----------- | ---------------------------------------------- |
| 2002 (29th) | Spirited Away                                  |
| 2002 (29th) | Ice Age                                        |
| 2002 (29th) | Lilo & Stitch                                  |
| 2002 (29th) | Treasure Planet                                |
| 2003 (30th) | Finding Nemo                                   |
| 2003 (30th) | Brother Bear                                   |
| 2003 (30th) | Looney Tunes: Back in Action                   |
| 2003 (30th) | Sinbad: Legend of the Seven Seas               |
| 2004 (31st) | The Incredibles                                |
| 2004 (31st) | The Polar Express                              |
| 2004 (31st) | Shark Tale                                     |
| 2004 (31st) | Shrek 2                                        |
| 2005 (32nd) | Tim Burton's Corpse Bride                      |
| 2005 (32nd) | Chicken Little                                 |
| 2005 (32nd) | Hoodwinked                                     |
| 2005 (32nd) | Howl's Moving Castle                           |
| 2005 (32nd) | Madagascar                                     |
| 2005 (32nd) | Wallace & Gromit: The Curse of the Were-Rabbit |
| 2006 (33rd) | Cars                                           |
| 2006 (33rd) | Flushed Away                                   |
| 2006 (33rd) | Happy Feet                                     |
| 2006 (33rd) | Monster House                                  |
| 2006 (33rd) | Over the Hedge                                 |
| 2006 (33rd) | A Scanner Darkly                               |
| 2007 (34th) | Ratatouille                                    |
| 2007 (34th) | Beowulf                                        |
| 2007 (34th) | Meet the Robinsons                             |
| 2007 (34th) | Shrek the Third                                |
| 2007 (34th) | The Simpsons Movie                             |
| 2007 (34th) | Surf's Up                                      |
| 2008 (35th) | WALL-E                                         |
| 2008 (35th) | Bolt                                           |
| 2008 (35th) | Horton Hears a Who!                            |
| 2008 (35th) | Kung Fu Panda                                  |
| 2008 (35th) | Madagascar: Escape 2 Africa                    |
| 2008 (35th) | Star Wars: The Clone Wars                      |
| 2009 (36th) | Monsters vs. Aliens                            |
| 2009 (36th) | A Christmas Carol                              |
| 2009 (36th) | Coraline                                       |
| 2009 (36th) | Fantastic Mr. Fox                              |
| 2009 (36th) | Ice Age: Dawn of the Dinosaurs                 |
| 2009 (36th) | Up                                             |

### Anii 2010
| An                       | Film                                          |
| ------------------------ | --------------------------------------------- |
| 2010 (37th)              | Toy Story 3                                   |
| 2010 (37th)              | Despicable Me                                 |
| 2010 (37th)              | How to Train Your Dragon                      |
| 2010 (37th)              | Legend of the Guardians: The Owls of Ga'Hoole |
| 2010 (37th)              | Shrek Forever After                           |
| 2010 (37th)              | Tangled                                       |
| 2011 (38th)              |                                               |
| The Adventures of Tintin |                                               |
| Cars 2                   |                                               |
| Kung Fu Panda 2          |                                               |
| Puss in Boots            |                                               |
| Rango                    |                                               |
| Rio                      |                                               |